# Alfosceran choliny
Alfosceran choliny – organiczny związek chemiczny, pochodna choliny, prekursor fosfatydylocholiny i nośnik choliny w ośrodkowym układzie nerwowym. Związek jest stosowany w lecznictwie jako lek nootropowy, głównie w zaburzeniach pamięci i funkcji poznawczych w otępieniu starczym. Znajduje także zastosowanie w leczeniu zaburzeń pamięci i trudnościach z koncentracją uwagi u ludzi młodych (tylko jako lek pomocniczy). Obecnie lek dość rzadko stosowany.

## Preparaty dostępne w Polsce
- Gliatilin